# Baños de Agua Santa
Baños de Agua Santa, comunemente chiamata anche Baños, è una città della provincia di Tungurahua orientale, nell'Ecuador centrale.
Baños è la seconda città più popolosa della provincia, dopo il capoluogo Ambato, ed è un'importante località turistica. Conosciuta come "porta dell'Amazzonia", poiché è l'ultima grande città situata sulle montagne prima di raggiungere la giungla, mentre tutte le altre città sono situate nel bacino idrografico del Rio delle Amazzoni.
Baños è situata ad un'altitudine di 1.820 metri sul livello del mare, alle pendici settentrionali del vulcano Tungurahua, la cui attività è caratterizzata da frequenti e potenti esplosioni e getti di lava, che possono essere osservati dalla città medesima.

## Etimologia

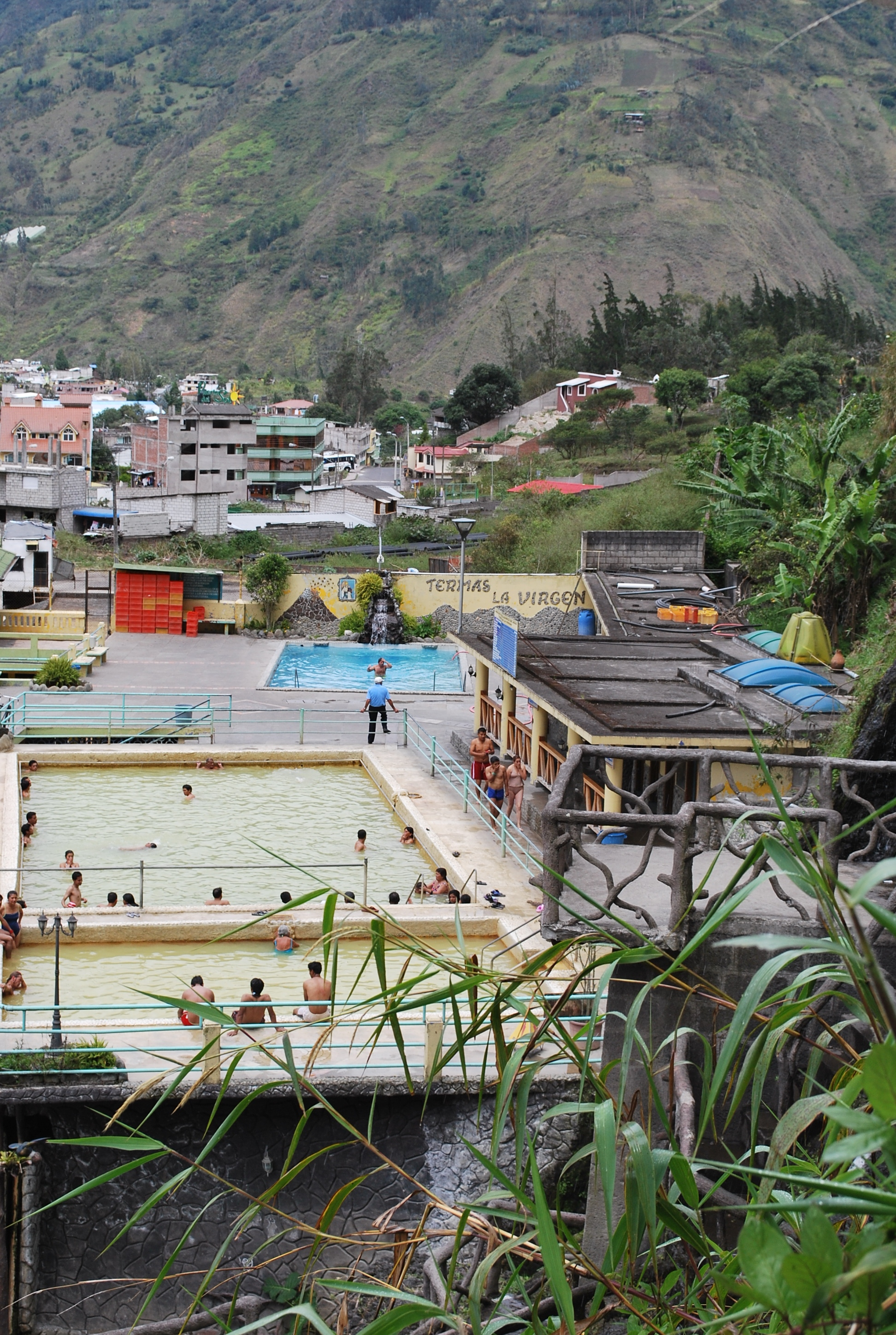
Bagni termali a Baños.

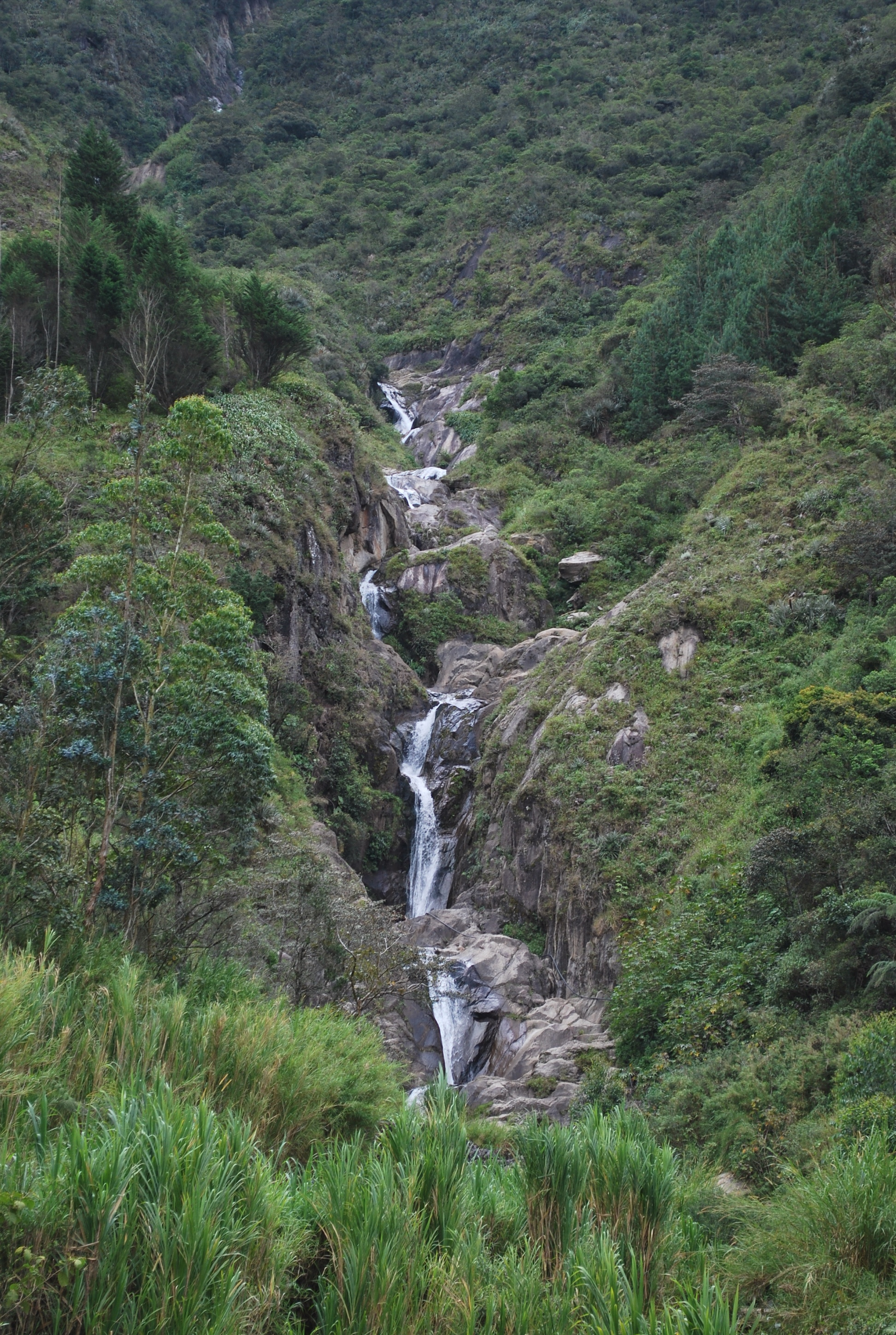
Una dell numerose cascate di Baños.

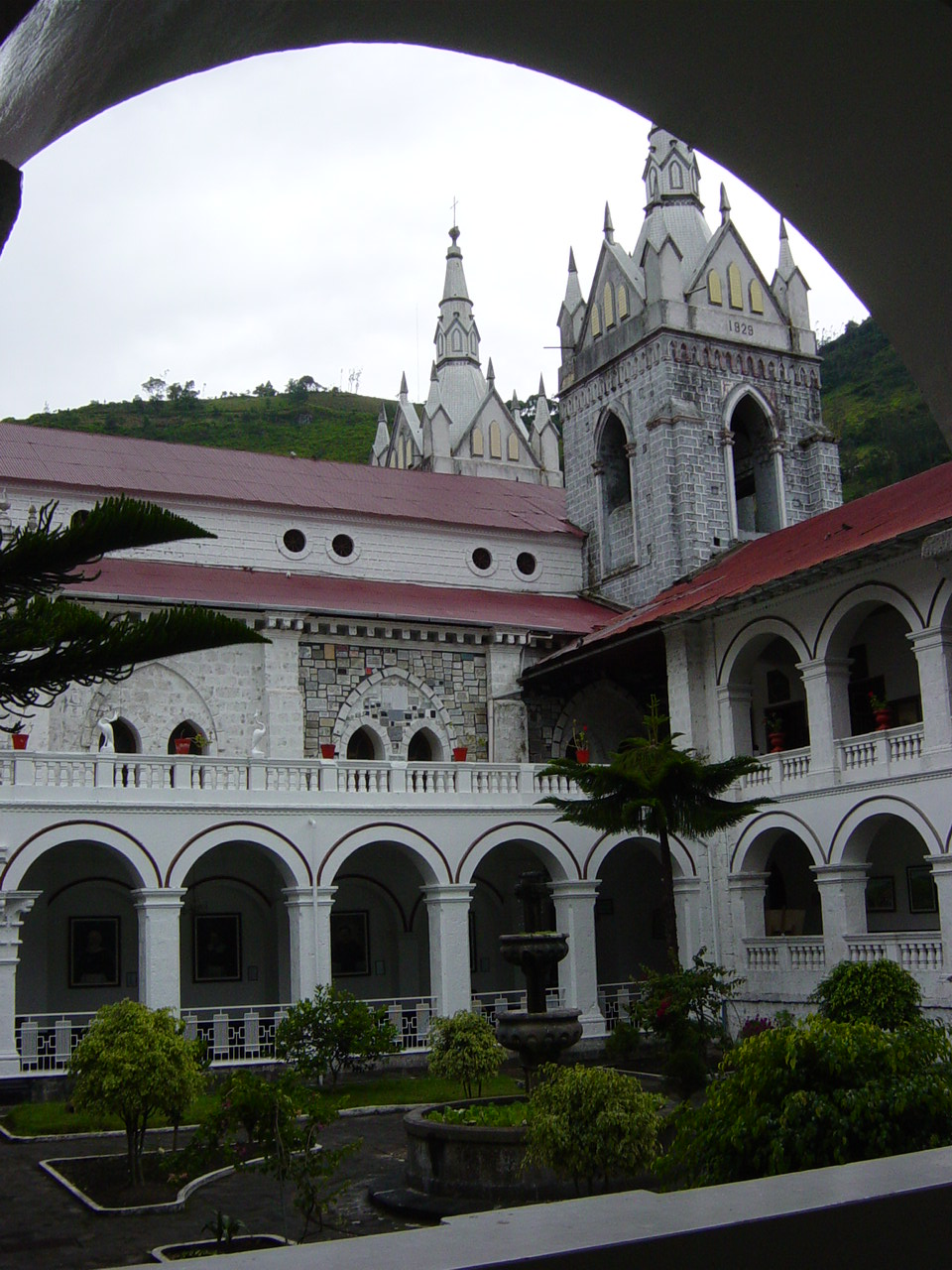
Corte della Chiesa della Vergine dell'acqua santa a Baños

Baños de Agua Santa (ovvero "Bagni di acqua santa"), deriva il suo nome dalle numerose sorgenti di acqua termale presenti nella città, che sono conosciute per le grandi proprietà curative, che la popolazione locale definisce "miracolose".

## Storia
La città è un centro religioso cattolico, in quanto si ritiene che la Vergine Maria apparve vicino ad una cascata, tanto che una statua Virgen de Agua Santa fu posta all'interno della cattedrale.
La storia della città è strettamente connessa all'attività vulcanica del Tungurahua. Nell'ottobre 1999, gli oltre 17.000 abitanti furono evacuati per 4 settimane.

## Geografia fisica
Baños è situata alle pendici del vulcano Tungurahua.
Insieme alla città di Pillaro, Baños è un buon punto di partenza per esplorare il remoto Parco nazionale di Llanganates e altre punti di interesse come il Cerro Hermoso. La città stessa dispone di un parco cittadino nei pressi della cattedrale.
Numerose sono le cascate vicine: Virgen de Agua Santa, Inés María, Agoyán, El Manto de la Novia, Pailón del Diablo e Machay.

## Economia
Baños è una delle più popolari cittadine turistiche in Ecuador grazie alle sue bellezze naturali e alle sue 60 cascate, oltre all'alto numero di sport praticabili, come rafting, kayaking, torrentismo, salto dai ponti, escursionismo, ciclismo ed equitazione.
Baños è inoltre conosciuta per la produzione delle caramelle taffy chiamate melcocha prodotte con zucchero di canna e per i piccoli negozi artigianali che vendono i famosi pappagalli realizzati in legno di balsa.